# کامیل ابراگیموف
کامیل ابراگیموف (روسی: Камиль Анварович Ибрагимов؛ زادهٔ ۱۳ اوت ۱۹۹۳) شمشیرباز اهل روسیه است.